# Brdo (Vitez, BiH)
Brdo je naseljeno mjesto u općini Vitez, Federacija Bosne i Hercegovine, BiH.

## Stanovništvo

### 1991.
Nacionalni sastav stanovništva 1991. godine, bio je sljedeći:
ukupno: 227
- Hrvati - 127
- Muslimani - 99
- Srbi - 1

### 2013.
Nacionalni sastav stanovništva 2013. godine, bio je sljedeći:
ukupno: 49
- Hrvati - 49

## Vanjske poveznice
- Satelitska snimka  Arhivirana inačica izvorne stranice od 3. srpnja 2020. (Wayback Machine)